# Abierto de Australia 2017
El Abierto de Australia 2017 fue un torneo de tenis celebrado en las pistas de superficie dura del Melbourne Park, situado en Melbourne (Australia). El campeonato se llevó a cabo entre el 16 y el 29 de enero de 2017. Esta fue la 105.ª edición del Abierto y el primer torneo de Grand Slam de 2017. Contó con eventos individuales y por parejas masculinos y femeninos, además de dobles mixtos. También se celebraron categorías júnior y en silla de ruedas.
Novak Đoković y Angelique Kerber, los campeones defensores del evento individual, no lograron retener su título al ser eliminados por Denis Istomin y Coco Vandeweghe en segunda y cuarta ronda, respectivamente. Además, esta fue la primera vez en la Era Abierta en la que ambos cabezas de serie fueron derrotados antes de los cuartos de final.
También fue la primera ocasión en la Era Abierta en la que los cuatro finalistas sobrepasaron los 30 años de edad. Al igual que en Wimbledon 2008, en las finales individuales se enfrentaron las hermanas Serena y Venus Williams, y Roger Federer y Rafael Nadal. En el invididual femenino, Serena Williams venció a su hermana Venus en dos sets y alcanzó su 23.º Grand Slam, un récord que la convirtió en la máxima ganadora de torneos mayores en la Era Abierta. Por otra parte, en el individual masculino, Federer derrotó en cinco sets a Nadal y obtuvo su 18.º título de Grand Slam, el primero desde 2012.
El finés Henri Kontinen y el australiano John Peers, en dobles masculino, y la estadounidense Abigail Spears y el colombiano Juan Sebastián Cabal, en dobles mixto, ganaron su primer Grand Slam —Cabal se distinguió como el segundo tenista colombiano en lograrlo— y la estadounidense Bethanie Mattek-Sands y la checa Lucie Šafářová obtuvieron su segundo trofeo en Melbourne Park en la categoría de dobles femenino.

## Torneo

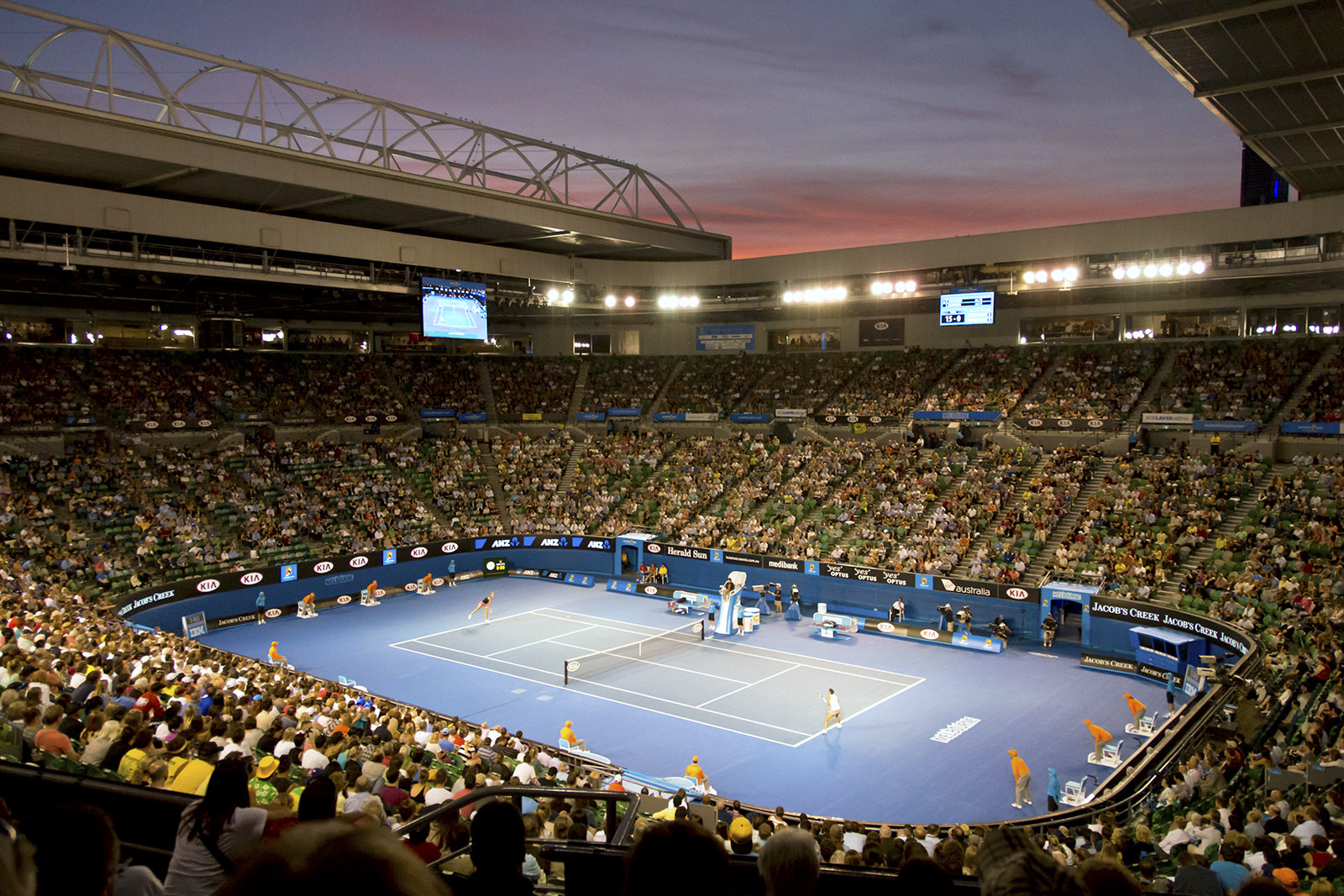
La Rod Laver Arena fue la sede de las finales del Abierto de Australia.

El Abierto de Australia 2017 fue la edición número 105 del torneo, celebrado en las canchas del Melbourne Park, parte del Melbourne Sports and Entertainment Precinct, ubicado en Melbourne, Australia. Fue organizado por la Federación Internacional de Tenis (ITF, por sus siglas en inglés) y formó parte de los calendarios del ATP World Tour y del WTA Tour de 2017, bajo la categoría de Grand Slam.
Estuvo compuesto por cuadros masculinos y femeninos en las modalidades de individual y dobles para cada uno, así como un cuadro de dobles mixtos. También hubo eventos, en categorías individual y dobles en ramas masculinas y femeninas, para jugadores júnior y en silla de ruedas. El torneo se jugó en las veinticinco pistas de superficie dura (plexicushion) del Melbourne Park. Las tres canchas principales, Rod Laver Arena (sede de las finales), Hisense Arena y Margaret Court Arena, contaron con techo retráctil utilizado únicamente en casos de lluvia o calor extremo.

## Puntos y premio monetario

### Puntos

#### Sénior
| Evento               | G    | F    | SF  | CF  | R16 | R32 | R64 | R128 | C  | C3 | C2 | C1 |
| Individual masculino | 2000 | 1200 | 720 | 360 | 180 | 90  | 45  | 10   | 25 | 16 | 8  | 0  |
| Dobles masculino     | 2000 | 1200 | 720 | 360 | 180 | 90  | 0   | —    | —  | —  | —  | —  |
| Individual femenino  | 2000 | 1300 | 780 | 430 | 240 | 130 | 70  | 10   | 40 | 30 | 20 | 2  |
| Dobles femenino      | 2000 | 1300 | 780 | 430 | 240 | 130 | 10  | —    | —  | —  | —  | —  |

| Evento          | G   | F   | SF/3.º | CF/4.º |
| Individual      | 800 | 500 | 375    | 100    |
| Dobles          | 800 | 500 | 100    | —      |
| Quad individual | 800 | 500 | 100    | —      |
| Quad dobles     | 800 | 100 | —      | —      |

| Evento               | G   | F   | SF  | CF  | R16 | R32 | C  | C3 |
| Individual masculino | 375 | 270 | 180 | 120 | 75  | 30  | 25 | 20 |
| Individual femenino  | 375 | 270 | 180 | 120 | 75  | 30  | 25 | 20 |
| Dobles masculino     | 270 | 180 | 120 | 75  | 45  | —   | —  | —  |
| Dobles femenino      | 270 | 180 | 120 | 75  | 45  | —   | —  | —  |

### Premio monetario
En comparación con el 2016, el premio monetario del Abierto de Australia 2017 incrementó en un 14% y alcanzó un récord de 50 millones de dólares australianos.
| Evento       | G         | F         | SF      | CF      | R16     | R32     | R64    | R128   | C3 | C2 | C1 |
| Individual   | 3 700 000 | 1 900 000 | 900 000 | 440 000 | 220 000 | 130 000 | 80 000 | 50 000 |    |    |    |
| Dobles       | 650 000   | 325 000   | 160 500 | 80 000  | 40 000  | 23 000  | 14 800 | —      | —  | —  | —  |
| Dobles mixto | 150 500   | 75 500    | 37 500  | 18 750  | 9000    | 4500    | —      | —      | —  | —  | —  |

## Cuadros individuales
Individual masculino
| Campeón                        | Campeón                 | Finalista               | Finalista             |
| ------------------------------ | ----------------------- | ----------------------- | --------------------- |
| Roger Federer [17]             | Roger Federer [17]      | Rafael Nadal [9]        | Rafael Nadal [9]      |
| Eliminados en semifinales      |                         |                         |                       |
| Stan Wawrinka [4]              | Stan Wawrinka [4]       | Grigor Dimitrov [15]    | Grigor Dimitrov [15]  |
| Eliminados en cuartos de final |                         |                         |                       |
| Mischa Zverev                  | Jo-Wilfried Tsonga [12] | Miloš Raonić [3]        | David Goffin [11]     |
| Eliminados en la cuarta ronda  |                         |                         |                       |
| Kei Nishikori [5]              | Andreas Seppi [89]      | Daniel Evans [51]       | Andy Murray [1]       |
| Gaël Monfils [6]               | Roberto Bautista [13]   | Dominic Thiem [8]       | Denis Istomin [WC]    |
| Eliminados en la tercera ronda |                         |                         |                       |
| Sam Querrey [31]               | Malek Jaziri            | Tomáš Berdych [10]      | Lukáš Lacko [Q]       |
| Viktor Troicki [29]            | Steve Darcis            | Jack Sock [23]          | Bernard Tomic [27]    |
| Philipp Kohlschreiber [32]     | Alexander Zverev [24]   | David Ferrer [21]       | Gilles Simon [25]     |
| Benoît Paire                   | Ivo Karlović [20]       | Richard Gasquet [18]    | Pablo Carreño [30]    |
| Eliminados en la segunda ronda |                         |                         |                       |
| Andréi Rubliov [Q]             | Álex de Miñaur [WC]     | John Isner [19]         | Alexander Bublik [Q]  |
| Ryan Harrison                  | Noah Rubin [Q]          | Dudi Sela               | Jérémy Chardy         |
| Steve Johnson                  | Paolo Lorenzi           | Diego Schwartzman       | Nick Kyrgios [14]     |
| Dusan Lajović                  | Karen Jachánov          | Víctor Estrella         | Marin Čilić [7]       |
| Aleksandr Dolgopólov           | Donald Young            | Frances Tiafoe [Q]      | Marcos Baghdatis      |
| Yoshihito Nishioka             | Ernesto Escobedo [Q]    | Rogério Dutra da Silva  | Gilles Müller         |
| Jordan Thompson                | Fabio Fognini           | Andrew Whittington [WC] | Radek Štěpánek [Q]    |
| Hyeon Chung                    | Carlos Berlocq          | Kyle Edmund             | Novak Đoković [2]     |
| Eliminados en la primera ronda |                         |                         |                       |
| Iliá Marchenko                 | Lu Yen-hsun             | Gerald Melzer           | Quentin Halys [WC]    |
| Konstantín Kravchuk            | Guillermo García López  | Go Soeda [Q]            | Lucas Pouille [16]    |
| Luca Vanni [Q]                 | Nicolas Mahut           | Bjorn Fratangelo [Q]    | Jürgen Melzer [Q]     |
| Albert Ramos [26]              | Marcel Granollers       | Nicolás Almagro         | Andréi Kuznetsov      |
| Martin Kližan                  | Federico Delbonis       | James Duckworth         | Damir Džumhur         |
| Pablo Cuevas [22]              | Samuel Groth [WC]       | Paul-Henri Mathieu      | Gastão Elias          |
| Thiago Monteiro                | Stéphane Robert         | Adrian Mannarino        | Pierre-Hugues Herbert |
| Thomaz Bellucci                | Aljaž Bedene            | Facundo Bagnis          | Jerzy Janowicz [PR]   |
| Jiří Veselý                    | Borna Ćorić             | Thomas Fabbiano [Q]     | Nikoloz Basilashvili  |
| Robin Haase                    | Mijaíl Kukushkin        | Mijaíl Yuzhny           | Florian Mayer         |
| Guido Pella                    | Alex Bolt [Q]           | Daniil Medvédev         | Omar Jasika [WC]      |
| Michael Mmoh [WC]              | Jared Donaldson         | Taylor Harry Fritz      | Dustin Brown          |
| Jan-Lennard Struff             | João Sousa              | Tommy Haas [PR]         | Feliciano López [28]  |
| Horacio Zeballos               | Adam Pavlásek           | Dmitri Tursúnov [PR]    | Reilly Opelka [Q]     |
| Christopher O'Connell [WC]     | Renzo Olivo             | Radu Albot              | Blake Mott [Q]        |
| Peter Polansky [LL]            | Santiago Giraldo        | Ivan Dodig [Q]          | Fernando Verdasco     |

Individual femenino
| Campeona                       | Campeona                       | Finalista                | Finalista                 |
| ------------------------------ | ------------------------------ | ------------------------ | ------------------------- |
| Serena Williams [2]            | Serena Williams [2]            | Venus Williams [13]      | Venus Williams [13]       |
| Eliminadas en semifinales      |                                |                          |                           |
| Coco Vandeweghe                | Coco Vandeweghe                | Mirjana Lučić-Baroni     | Mirjana Lučić-Baroni      |
| Eliminadas en cuartos de final |                                |                          |                           |
| Garbiñe Muguruza [7]           | Anastasiya Pavliuchenkova [24] | Karolína Plíšková [5]    | Johanna Konta [9]         |
| Eliminadas en la cuarta ronda  |                                |                          |                           |
| Angelique Kerber [1]           | Sorana Cîrstea                 | Mona Barthel [Q]         | Svetlana Kuznetsova [8]   |
| Daria Gavrílova [22]           | Jennifer Brady [Q]             | Yekaterina Makárova [30] | Barbora Strýcová [16]     |
| Eliminadas en la tercera ronda |                                |                          |                           |
| Kristýna Plíšková              | Eugénie Bouchard               | Alison Riske             | Anastasija Sevastova [32] |
| Ashleigh Barty [WC]            | Duan Yingying                  | Elina Svitolina [11]     | Jelena Janković           |
| Jeļena Ostapenko               | Timea Bacsinszky [12]          | Yelena Vesniná [14]      | Maria Sakkari             |
| Dominika Cibulková [6]         | Caroline Wozniacki [17]        | Caroline Garcia [21]     | Nicole Gibbs              |
| Eliminadas en la segunda ronda |                                |                          |                           |
| Carina Witthöft                | Irina-Camelia Begu [27]        | Peng Shuai               | Pauline Parmentier        |
| Carla Suárez [10]              | Zhang Shuai [20]               | Kristína Kučová          | Samantha Crawford         |
| Shelby Rogers                  | Mónica Puig [29]               | Varvara Lepchenko        | Stefanie Vögele [Q]       |
| Julia Boserup [Q]              | Natalia Vijliantseva [Q]       | Julia Görges             | Jaimee Fourlis [WC]       |
| Anna Blinkova [Q]              | Yulia Putintseva [31]          | Ana Konjuh               | Danka Kovinić             |
| Mandy Minella                  | Heather Watson                 | Alizé Cornet [28]        | Agnieszka Radwańska [3]   |
| Su-Wei Hsieh                   | Sara Errani                    | Donna Vekić              | Naomi Osaka               |
| Andrea Petković                | Océane Dodin                   | Irina Falconi            | Lucie Šafářová            |
| Eliminadas en la primera ronda |                                |                          |                           |
| Lesia Tsurenko                 | Eri Hozumi [Q]                 | Viktorija Golubic        | Yaroslava Shvédova        |
| Daria Kasátkina [23]           | Louisa Chirico                 | Misaki Doi               | Roberta Vinci [15]        |
| Jana Čepelová                  | Irina Jromachova               | Madison Brengle          | Aliaksandra Sasnovich [Q] |
| Nao Hibino                     | Christina McHale               | Lauren Davis             | Marina Erakovic           |
| Simona Halep [4]               | Annika Beck                    | Destanee Aiava [WC]      | Patricia Maria Țig        |
| Kiki Bertens [19]              | Rebecca Šramková [Q]           | Kurumi Nara              | Kateryna Kozlova          |
| Galina Voskobóyeva [PR]        | Francesca Schiavone            | Vania King               | Yevguenia Ródina          |
| Laura Siegemund [26]           | Kateřina Siniaková             | Anna Tatishvili [PR]     | Mariana Duque             |
| Sara Sorribes                  | Monica Niculescu               | Zhu Lin [Q]              | Lara Arruabarrena         |
| Naomi Broady                   | Kristina Mladenovic            | Zheng Saisai             | Camila Giorgi             |
| Ana Bogdan [Q]                 | Magda Linette                  | Maryna Zanevska [LL]     | Samantha Stosur [18]      |
| Myrtille Georges [WC]          | Anett Kontaveit                | Wang Qiang               | Tsvetana Pironkova        |
| Denisa Allertová               | Karin Knapp [PR]               | Risa Ozaki               | Yekaterina Aleksándrova   |
| Arina Rodiónova [WC]           | Lizette Cabrera [WC]           | Luksika Kumkhum [WC]     | Kirsten Flipkens          |
| Yelizaveta Kulichkova [Q]      | Kayla Day [WC]                 | Çağla Büyükakçay         | Kateryna Bondarenko       |
| Tímea Babos [25]               | Han Xinyun                     | Yanina Wickmayer         | Belinda Bencic            |

## Resumen diario

### Día 1 (16 de enero)
- Cabezas de serie eliminados:
  - Individual masculino:  Lucas Pouille [16],  Pablo Cuevas [22],  Albert Ramos [26]
  - Individual femenino:  Simona Halep [4],  Roberta Vinci [15],  Kiki Bertens [19],  Daria Kasátkina [23],  Laura Siegemund [26]
- Orden de juego

| Partidos en canchas principales           | Partidos en canchas principales | Partidos en canchas principales | Partidos en canchas principales |
| Partidos en la Rod Laver Arena            | Partidos en la Rod Laver Arena  | Partidos en la Rod Laver Arena  | Partidos en la Rod Laver Arena  |
| Evento                                    | Ganador                         | Perdedor                        | Resultado                       |
| ----------------------------------------- | ------------------------------- | ------------------------------- | ------------------------------- |
| Individual femenino — Primera ronda       | Shelby Rogers                   | Simona Halep [4]                | 6-3, 6-1                        |
| Individual femenino — Primera ronda       | Venus Williams [13]             | Kateryna Kozlova                | 7-6(7-5), 7-5                   |
| Individual masculino — Primera ronda      | Andy Murray [1]                 | Iliá Marchenko                  | 7-5, 7-6(7-5), 6-2              |
| Individual femenino — Primera ronda       | Angelique Kerber [1]            | Lesia Tsurenko                  | 6-2, 5-7, 6-2                   |
| Individual masculino — Primera ronda      | Roger Federer [17]              | Jürgen Melzer                   | 7-5, 3-6, 6-2, 6-2              |
| Partidos en la Margaret Court Arena       |                                 |                                 |                                 |
| Evento                                    | Ganador                         | Perdedor                        | Resultado                       |
| Individual femenino — Primera ronda       | Garbiñe Muguruza [7]            | Marina Erakovic                 | 7-5, 6-4                        |
| Individual masculino — Primera ronda      | Bernard Tomic [27]              | Thomaz Bellucci                 | 6-2, 6-1, 6-4                   |
| Individual femenino — Primera ronda       | Coco Vandeweghe                 | Roberta Vinci [15]              | 6-1, 7-6(7-3)                   |
| Individual masculino — Primera ronda      | Stan Wawrinka [4]               | Martin Kližan                   | 4-6, 6-4, 7-5, 4-6, 6-4         |
| Individual femenino — Primera ronda       | Eugénie Bouchard                | Louisa Chirico                  | 6-0, 6-4                        |
| Partidos en la Hisense Arena              |                                 |                                 |                                 |
| Evento                                    | Ganador                         | Perdedor                        | Resultado                       |
| Individual masculino — Primera ronda      | Kei Nishikori [5]               | Andréi Kuznetsov                | 5-7, 6-1, 6-4, 6-7(6-8), 6-2    |
| Individual femenino — Primera ronda       | Ashleigh Barty [WC]             | Annika Beck                     | 6-4, 7-5                        |
| Individual femenino — Primera ronda       | Svetlana Kuznetsova [8]         | Mariana Duque                   | 6-0, 6-1                        |
| Individual masculino — Primera ronda      | Nick Kyrgios [14]               | Gastão Elias                    | 6-1, 6-2, 6-2                   |
| En azul se indican los partidos nocturnos |                                 |                                 |                                 |

### Día 2 (17 de enero)
En el segundo día del torneo, el croata Ivo Karlović venció al argentino Horacio Zeballos, luego de perder los primeros dos sets. En el partido, que finalizó 6-7, 3-6, 7-5, 6-2, 22-20, hubo 84 juegos, lo que lo convierte en el más largo del Abierto de Australia (en lo que respecta a juegos) desde la introducción de la muerte súbita en 1971. Con respecto al tiempo, tuvo una duración 38 minutos menor que el partido más largo en la historia del torneo: la final de 2012 entre Novak Đoković y Rafael Nadal (cinco horas y 53 minutos). Además, Karlović estableció un récord en el Abierto de 75 aces en un solo partido.
- Cabezas de serie eliminados:
  - Individual masculino:  Feliciano López [28]
  - Individual femenino:  Samantha Stosur [18], Tímea Babos [25]
- Orden de juego

| Partidos en canchas principales           | Partidos en canchas principales | Partidos en canchas principales | Partidos en canchas principales |
| Partidos en la Rod Laver Arena            | Partidos en la Rod Laver Arena  | Partidos en la Rod Laver Arena  | Partidos en la Rod Laver Arena  |
| Evento                                    | Ganador                         | Perdedor                        | Resultado                       |
| ----------------------------------------- | ------------------------------- | ------------------------------- | ------------------------------- |
| Individual femenino — Primera ronda       | Karolína Plíšková [5]           | Sara Sorribes                   | 6-2, 6-0                        |
| Individual femenino — Primera ronda       | Serena Williams [2]             | Belinda Bencic                  | 6-4, 6-3                        |
| Individual masculino — Primera ronda      | Rafael Nadal [9]                | Florian Mayer                   | 6-3, 6-4, 6-4                   |
| Individual masculino — Primera ronda      | Novak Đoković [2]               | Fernando Verdasco               | 6-1, 7-6(7-4), 6-2              |
| Individual femenino — Primera ronda       | Agnieszka Radwańska [3]         | Tsvetana Pironkova              | 6-1, 4-6, 6-1                   |
| Partidos en la Margaret Court Arena       |                                 |                                 |                                 |
| Evento                                    | Ganador                         | Perdedor                        | Resultado                       |
| Individual femenino — Primera ronda       | Johanna Konta [9]               | Kirsten Flipkens                | 7-5, 6-2                        |
| Individual masculino — Primera ronda      | Miloš Raonić [3]                | Dustin Brown                    | 6-3, 6-4, 6-2                   |
| Individual femenino — Primera ronda       | Heather Watson                  | Samantha Stosur [18]            | 6-3, 3-6, 6-0                   |
| Individual masculino — Primera ronda      | Grigor Dimitrov [15]            | Christopher O'Connell [WC]      | 7-6(7-2), 6-3, 6-3              |
| Individual femenino — Primera ronda       | Daria Gavrílova [22]            | Naomi Broady                    | 3-6, 6-4, 7-5                   |
| Partidos en la Hisense Arena              |                                 |                                 |                                 |
| Evento                                    | Ganador                         | Perdedor                        | Resultado                       |
| Individual masculino — Primera ronda      | Alexander Zverev [24]           | Robin Haase                     | 6-2, 3-6, 5-7, 6-3, 6-2         |
| Individual femenino — Primera ronda       | Dominika Cibulková [6]          | Denisa Allertová                | 7-5, 6-2                        |
| Individual femenino — Primera ronda       | Caroline Wozniacki [17]         | Arina Rodiónova [WC]            | 6-1, 6-2                        |
| Individual masculino — Primera ronda      | David Ferrer [21]               | Omar Jasika [WC]                | 6-3, 6-0, 6-2                   |
| En azul se indican los partidos nocturnos |                                 |                                 |                                 |

### Día 3 (18 de enero)
- Cabezas de serie eliminados:
  - Individual masculino:  Marin Čilić [7],  Nick Kyrgios [14],  John Isner [19]
  - Individual femenino:  Carla Suárez [10],  Zhang Shuai [20],  Irina-Camelia Begu [27],  Mónica Puig [29]
  - Dobles masculino:  Vasek Pospisil /  Radek Štěpánek [12]
  - Dobles femenino:  Chan Hao-ching /  Chan Yung-jan [6],  Monica Niculescu /  Abigail Spears [9],  Darija Jurak /  Anastasia Rodiónova [16]
- Orden de juego

| Partidos en canchas principales           | Partidos en canchas principales | Partidos en canchas principales | Partidos en canchas principales |
| Partidos en la Rod Laver Arena            | Partidos en la Rod Laver Arena  | Partidos en la Rod Laver Arena  | Partidos en la Rod Laver Arena  |
| Evento                                    | Ganador                         | Perdedor                        | Resultado                       |
| ----------------------------------------- | ------------------------------- | ------------------------------- | ------------------------------- |
| Individual femenino — Segunda ronda       | Venus Williams [13]             | Stefanie Vögele [Q]             | 6-3, 6-2                        |
| Individual femenino — Segunda ronda       | Angelique Kerber [1]            | Carina Witthöft                 | 6-2, 6-7(3-7), 6-2              |
| Individual masculino — Segunda ronda      | Roger Federer [17]              | Noah Rubin [Q]                  | 7-5, 6-3, 7-6(7-3)              |
| Individual femenino — Segunda ronda       | Garbiñe Muguruza [7]            | Samantha Crawford               | 7-5, 6-4                        |
| Individual masculino — Segunda ronda      | Andy Murray [1]                 | Andréi Rubliov [Q]              | 6-3, 6-0, 6-2                   |
| Partidos en la Margaret Court Arena       |                                 |                                 |                                 |
| Evento                                    | Ganador                         | Perdedor                        | Resultado                       |
| Individual femenino — Segunda ronda       | Elina Svitolina [11]            | Julia Boserup [Q]               | 6-4, 6-1                        |
| Individual femenino — Segunda ronda       | Svetlana Kuznetsova [8]         | Jaimee Fourlis [WC]             | 6-2, 6-1                        |
| Individual masculino — Segunda ronda      | Stan Wawrinka [4]               | Steve Johnson                   | 6-3, 6-4, 6-4                   |
| Individual femenino — Segunda ronda       | Ashleigh Barty [WC]             | Shelby Rogers                   | 7-5, 6-1                        |
| Individual masculino — Segunda ronda      | Bernard Tomic [27]              | Víctor Estrella                 | 7-5, 7-6(7-4), 4-6, 7-6(7-5)    |
| Partidos en la Hisense Arena              |                                 |                                 |                                 |
| Evento                                    | Ganador                         | Perdedor                        | Resultado                       |
| Individual masculino — Segunda ronda      | Kei Nishikori [5]               | Jérémy Chardy                   | 6-3, 6-4, 6-3                   |
| Individual femenino — Segunda ronda       | Jelena Janković                 | Julia Görges                    | 6-3, 6-4                        |
| Individual femenino — Segunda ronda       | Eugénie Bouchard                | Peng Shuai                      | 7-6(7-5), 6-2                   |
| Individual masculino — Segunda ronda      | Andreas Seppi                   | Nick Kyrgios [14]               | 1-6, 6-7(1-7), 6-4, 6-2, 10-8   |
| En azul se indican los partidos nocturnos |                                 |                                 |                                 |

### Día 4 (19 de enero)
En el cuarto día de competencia, el uzbeko Denis Istomin derrotó al campeón defensor y seis veces ganador del torneo, el serbio Novak Đoković, en cinco sets (7-6(10-8), 5-7, 2-6, 7-6(7-5), 6-4). Esta fue la eliminación más temprana para Đoković en un Grand Slam desde su derrota en la primera ronda del Abierto de Australia 2006. Igualmente, tras vencer a la polaca Agnieszka Radwańska en dos sets, su eliminación más rápida en un torneo desde el Abierto de Australia 2009, la croata Mirjana Lučić-Baroni avanzó a la segunda ronda del Abierto por primera vez desde 1998.
- Cabezas de serie eliminados:
  - Individual masculino:  Novak Đoković [2]
  - Individual femenino:  Agnieszka Radwańska [3],  Alizé Cornet [28],  Yulia Putintseva [31]
  - Dobles masculino:  Jamie Murray /  Bruno Soares [2],  Mate Pavić /  Alexander Peya [13]
  - Dobles femenino:  Julia Görges /  Karolína Plíšková [7],  Lucie Hradecká /  Kateřina Siniaková [10]
- Orden de juego

| Partidos en canchas principales           | Partidos en canchas principales | Partidos en canchas principales | Partidos en canchas principales    |
| Partidos en la Rod Laver Arena            | Partidos en la Rod Laver Arena  | Partidos en la Rod Laver Arena  | Partidos en la Rod Laver Arena     |
| Evento                                    | Ganador                         | Perdedor                        | Resultado                          |
| ----------------------------------------- | ------------------------------- | ------------------------------- | ---------------------------------- |
| Individual femenino — Segunda ronda       | Johanna Konta [9]               | Naomi Osaka                     | 6-4, 6-2                           |
| Individual femenino — Segunda ronda       | Caroline Wozniacki [17]         | Donna Vekić                     | 6-1, 6-3                           |
| Individual masculino — Segunda ronda      | Denis Istomin [WC]              | Novak Đoković [2]               | 7-6(10-8), 5-7, 2-6, 7-6(7-5), 6-4 |
| Individual femenino — Segunda ronda       | Serena Williams [2]             | Lucie Šafářová                  | 6-3, 6-4                           |
| Individual masculino — Segunda ronda      | Rafael Nadal [9]                | Marcos Baghdatis                | 6-3, 6-1, 6-3                      |
| Partidos en la Margaret Court Arena       |                                 |                                 |                                    |
| Evento                                    | Ganador                         | Perdedor                        | Resultado                          |
| Individual femenino — Segunda ronda       | Karolína Plíšková [5]           | Anna Blinkova [Q]               | 6-0, 6-2                           |
| Individual femenino — Segunda ronda       | Dominika Cibulková [6]          | Su-Wei Hsieh                    | 6-4, 7-6(10-8)                     |
| Individual masculino — Segunda ronda      | Miloš Raonić [3]                | Gilles Müller                   | 6-3, 6-4, 7-6(7-4)                 |
| Individual femenino — Segunda ronda       | Mirjana Lučić-Baroni            | Agnieszka Radwańska [3]         | 6-3, 6-2                           |
| Individual masculino — Segunda ronda      | Dominic Thiem [8]               | Jordan Thompson                 | 6-2, 6-1, 6-7(6-8), 6-4            |
| Partidos en la Hisense Arena              |                                 |                                 |                                    |
| Evento                                    | Ganador                         | Perdedor                        | Resultado                          |
| Individual femenino — Segunda ronda       | Yekaterina Makárova [30]        | Sara Errani                     | 6-2, 3-2, retiro                   |
| Individual masculino — Segunda ronda      | Grigor Dimitrov [15]            | Hyeon Chung                     | 1-6, 6-4, 6-4, 6-4                 |
| Individual masculino — Segunda ronda      | Gaël Monfils [6]                | Aleksandr Dolgopólov            | 6-3, 6-4, 1-6, 6-0                 |
| Individual femenino — Segunda ronda       | Daria Gavrílova [22]            | Ana Konjuh                      | 6-2, 1-6, 6-4                      |
| En azul se indican los partidos nocturnos |                                 |                                 |                                    |

### Día 5 (20 de enero)
- Cabezas de serie eliminados:
  - Individual masculino:  Tomáš Berdych [10],  Jack Sock [23],  Bernard Tomic [27],  Viktor Troicki [29],  Sam Querrey [31]
  - Individual femenino:  Elina Svitolina [11],  Anastasija Sevastova [32]
  - Dobles masculino:  Daniel Nestor /  Édouard Roger-Vasselin [8],  Rohan Bopanna /  Pablo Cuevas [15]
  - Dobles mixto:  Lucie Hradecká /  Radek Štěpánek [7]
- Orden de juego

| Partidos en canchas principales           | Partidos en canchas principales | Partidos en canchas principales | Partidos en canchas principales |
| Partidos en la Rod Laver Arena            | Partidos en la Rod Laver Arena  | Partidos en la Rod Laver Arena  | Partidos en la Rod Laver Arena  |
| Evento                                    | Ganador                         | Perdedor                        | Resultado                       |
| ----------------------------------------- | ------------------------------- | ------------------------------- | ------------------------------- |
| Individual femenino — Tercera ronda       | Coco Vandeweghe                 | Eugénie Bouchard                | 6-4, 3-6, 7-5                   |
| Individual femenino — Tercera ronda       | Angelique Kerber [1]            | Kristýna Plíšková               | 6-0, 6-4                        |
| Individual masculino — Tercera ronda      | Stan Wawrinka [4]               | Viktor Troicki [29]             | 3-6, 6-2, 6-2, 7-6(9-7)         |
| Individual femenino — Tercera ronda       | Mona Barthel [Q]                | Ashleigh Barty [WC]             | 6-4, 3-6, 6-3                   |
| Individual masculino — Tercera ronda      | Roger Federer [17]              | Tomáš Berdych [10]              | 6-2, 6-4, 6-4                   |
| Partidos en la Margaret Court Arena       |                                 |                                 |                                 |
| Evento                                    | Ganador                         | Perdedor                        | Resultado                       |
| Individual femenino — Tercera ronda       | Anastasiya Pavliuchenkova [24]  | Elina Svitolina [11]            | 7-5, 4-6, 6-3                   |
| Individual masculino — Tercera ronda      | Jo-Wilfried Tsonga [12]         | Jack Sock [23]                  | 7-6(7-5), 7-5, 6-7(8-10), 6-3   |
| Individual femenino — Tercera ronda       | Venus Williams [13]             | Duan Yingying                   | 6-1, 6-0                        |
| Individual masculino — Tercera ronda      | Kei Nishikori [5]               | Lukáš Lacko [Q]                 | 6-4, 6-4, 6-4                   |
| Individual femenino — Tercera ronda       | Garbiñe Muguruza [7]            | Anastasija Sevastova [32]       | 6-4, 6-2                        |
| Partidos en la Hisense Arena              |                                 |                                 |                                 |
| Evento                                    | Ganador                         | Perdedor                        | Resultado                       |
| Individual femenino — Tercera ronda       | Svetlana Kuznetsova [8]         | Jelena Janković                 | 6-4, 5-7, 9-7                   |
| Individual masculino — Tercera ronda      | Andy Murray [1]                 | Sam Querrey [31]                | 6-4, 6-2, 6-4                   |
| Individual masculino — Tercera ronda      | Daniel Evans                    | Bernard Tomic [27]              | 7-5, 7-6(7-2), 7-6(7-3)         |
| En azul se indican los partidos nocturnos |                                 |                                 |                                 |

### Día 6 (21 de enero)
En el sexto día del torneo, el partido entre el alemán Alexander Zverev y el español Rafael Nadal se extendió más de cuatro horas y alcanzó la sesión nocturna, retrasando el inicio del encuentro entre la australiana Daria Gavrílova y la suiza Timea Bacsinszky hasta las 09:00 de la noche. En consecuencia, el enfrentamiento siguiente, entre el búlgaro Grigor Dimitrov y el francés Richard Gasquet, que finalizó con victoria en tres sets para el primero (6-3, 6-2, 6-4), se convirtió en el partido con el inicio más tardío en la historia del torneo al comenzar a las 11:56 de la noche y finalizar a la 01:53 de la madrugada, superando al encuentro entre Lleyton Hewitt y Marcos Baghdatis en el Abierto de 2008, que comenzó a las 11:47 de la noche.
- Cabezas de serie eliminados:
  - Individual masculino:  Richard Gasquet [18],  Ivo Karlović [20],  David Ferrer [21],  Alexander Zverev [24],  Gilles Simon [25],  Pablo Carreño [24],  Philipp Kohlschreiber [32]
  - Individual femenino:  Dominika Cibulková [6],  Timea Bacsinszky [12],  Yelena Vesniná [14],  Caroline Wozniacki [17],  Caroline Garcia [21]
  - Dobles masculino:  Raven Klaasen /  Rajeev Ram [6],  Treat Conrad Huey /  Maksim Mirni [10]
  - Dobles femenino:  Martina Hingis /  Coco Vandeweghe [5],  Kiki Bertens /  Johanna Larsson [14]
- Orden de juego

| Partidos en canchas principales           | Partidos en canchas principales          | Partidos en canchas principales        | Partidos en canchas principales |
| Partidos en la Rod Laver Arena            | Partidos en la Rod Laver Arena           | Partidos en la Rod Laver Arena         | Partidos en la Rod Laver Arena  |
| Evento                                    | Ganador                                  | Perdedor                               | Resultado                       |
| ----------------------------------------- | ---------------------------------------- | -------------------------------------- | ------------------------------- |
| Individual femenino — Tercera ronda       | Yekaterina Makárova [30]                 | Dominika Cibulková [6]                 | 6-2, 6-7(3-7), 6-3              |
| Individual femenino — Tercera ronda       | Serena Williams [2]                      | Nicole Gibbs                           | 6-1, 6-3                        |
| Individual masculino — Tercera ronda      | Rafael Nadal [9]                         | Alexander Zverev [24]                  | 4-6, 6-3, 6-7(5-7), 6-3, 6-2    |
| Individual femenino — Tercera ronda       | Daria Gavrílova [22]                     | Timea Bacsinszky [12]                  | 6-3, 5-7, 6-4                   |
| Individual masculino — Tercera ronda      | Grigor Dimitrov [15]                     | Richard Gasquet [18]                   | 6-3, 6-2, 6-4                   |
| Partidos en la Margaret Court Arena       |                                          |                                        |                                 |
| Evento                                    | Ganador                                  | Perdedor                               | Resultado                       |
| Individual femenino — Tercera ronda       | Barbora Strýcová [16]                    | Caroline Garcia [21]                   | 6-2, 7-5                        |
| Individual masculino — Tercera ronda      | Dominic Thiem [8]                        | Benoît Paire                           | 6-1, 4-6, 6-4, 6-4              |
| Individual femenino — Tercera ronda       | Johanna Konta [9]                        | Caroline Wozniacki [17]                | 6-3, 6-1                        |
| Individual masculino — Tercera ronda      | Gaël Monfils [6]                         | Philipp Kohlschreiber [32]             | 6-3, 7-6(7-1), 6-4              |
| Individual femenino — Tercera ronda       | Karolína Plíšková [5]                    | Jeļena Ostapenko                       | 4-6, 6-0, 10-8                  |
| Partidos en la Hisense Arena              |                                          |                                        |                                 |
| Evento                                    | Ganador                                  | Perdedor                               | Resultado                       |
| Leyendas — Dobles masculino               | John McEnroe Patrick McEnroe             | Mansour Bahrami Fabrice Santoro        | 4-2, 2-4, 4-1                   |
| Individual masculino — Tercera ronda      | David Goffin [11]                        | Ivo Karlović [20]                      | 6-3, 6-2, 6-4                   |
| Leyendas — Dobles masculino               | Wayne Ferreira Henri Leconte             | Jonas Björkman Thomas Johansson        | 4-3(5-3), 4-2                   |
| Dobles femenino — Segunda ronda           | Ashleigh Barty [WC] Casey Dellacqua [WC] | Martina Hingis [5] Coco Vandeweghe [5] | 6-2, 7-5                        |
| Individual masculino — Tercera ronda      | Miloš Raonić [3]                         | Gilles Simon [25]                      | 6-2, 7-6(7-5), 3-6, 6-3         |
| En azul se indican los partidos nocturnos |                                          |                                        |                                 |

### Día 7 (22 de enero)
El alemán Mischa Zverev, número 50 en la clasificación mundial, derrotó al primer cabeza de serie, el británico Andy Murray en cuatro sets (7-5, 5-7, 6-2, 6-4). La última ocasión en la que Murray había caído frente a un oponente fuera de los cincuenta primeros del ranking fue en el Abierto de 2006 frente al argentino Juan Ignacio Chela (número 51). Murray también se convirtió en la primera cabeza de serie en ser eliminada del Abierto de Australia en una etapa tan temprana del torneo desde que Lleyton Hewitt perdiera en la misma ronda en 2003. Esta fue la primera ocasión desde 2002 en la que los primeros dos cabeza de series masculinos fueron eliminados de la competición antes de alcanzar los cuartos de final. Por su parte, la estadounidense Coco Vandeweghe hizo lo propio ante la alemana Angelique Kerber. Por lo anterior, esta fue también la primera ocasión en la Era Abierta en la que los primeros cabeza de series de las categorías femenina y masculina del Abierto de Australia fueron derrotados antes de los cuartos de final.
- Cabezas de serie eliminados:
  - Individual masculino:  Andy Murray [1],  Kei Nishikori [5]
  - Individual femenino:  Angelique Kerber [1],  Svetlana Kuznetsova [8]
  - Dobles masculino:  Feliciano López /  Marc López [5],  Jean-Julien Rojer /  Horia Tecău [11],  Dominic Inglot /  Florin Mergea [16]
  - Dobles femenino:  Sania Mirza /  Barbora Strýcová [4],  Vania King /  Yaroslava Shvédova [8]
  - Dobles mixto:  Andrea Hlaváčková /  Édouard Roger-Vasselin [3],  Chan Hao-ching /  Maksim Mirni [4],  Vania King /  Yaroslava Shvédova [8]
- Orden de juego

| Partidos en canchas principales           | Partidos en canchas principales             | Partidos en canchas principales         | Partidos en canchas principales |
| Partidos en la Rod Laver Arena            | Partidos en la Rod Laver Arena              | Partidos en la Rod Laver Arena          | Partidos en la Rod Laver Arena  |
| Evento                                    | Ganador                                     | Perdedor                                | Resultado                       |
| ----------------------------------------- | ------------------------------------------- | --------------------------------------- | ------------------------------- |
| Individual femenino — Cuarta ronda        | Anastasiya Pavliuchenkova [24]              | Svetlana Kuznetsova [8]                 | 6-3, 6-3                        |
| Individual femenino — Cuarta ronda        | Venus Williams [13]                         | Mona Barthel [Q]                        | 6-3, 7-5                        |
| Individual masculino — Cuarta ronda       | Mischa Zverev                               | Andy Murray [1]                         | 7-5, 5-7, 6-2, 6-4              |
| Individual masculino — Cuarta ronda       | Roger Federer [17]                          | Kei Nishikori [5]                       | 6-7(4-7), 6-4, 6-1, 4-6, 6-3    |
| Individual femenino — Cuarta ronda        | Coco Vandeweghe                             | Angelique Kerber [1]                    | 6-3, 6-3                        |
| Partidos en la Margaret Court Arena       |                                             |                                         |                                 |
| Evento                                    | Ganador                                     | Perdedor                                | Resultado                       |
| Dobles masculino — Tercera ronda          | Marc Polmans [WC] Andrew Whittington [WC]   | Jean-Julien Rojer [11] Horia Tecău [11] | 7-6(7-5), 7-6(7-5)              |
| Dobles masculino — Tercera ronda          | Alex Bolt [WC] Bradley Mousley [WC]         | Sam Querrey Donald Young                | 7-5, 3-6, 7-5                   |
| Individual masculino — Cuarta ronda       | Stan Wawrinka [4]                           | Andreas Seppi                           | 7-6(7-2), 7-6(7-4), 7-6(7-4)    |
| Individual femenino — Cuarta ronda        | Garbiñe Muguruza [7]                        | Sorana Cîrstea                          | 6-2, 6-3                        |
| Partidos en la Hisense Arena              |                                             |                                         |                                 |
| Evento                                    | Ganador                                     | Perdedor                                | Resultado                       |
| Dobles masculino — Tercera ronda          | Pierre-Hugues Herbert [1] Nicolas Mahut [1] | Dominic Inglot [16] Florin Mergea [16]  | 2-6, 7-5, 6-2                   |
| Dobles mixto — Primera ronda              | Casey Dellacqua [WC] Matt Reid [WC]         | Barbora Krejčíková Rajeev Ram [8]       | 5-7, 7-6(7-2), [10-7]           |
| Leyendas — Dobles masculino               | Mansour Bahrami Fabrice Santoro             | Pat Cash Goran Ivanišević               | 4-3(5-3), 4-1                   |
| Individual masculino — Cuarta ronda       | Jo-Wilfried Tsonga [12]                     | Daniel Evans                            | 6-7(4-7), 6-2, 6-4, 6-4         |
| En azul se indican los partidos nocturnos |                                             |                                         |                                 |

### Día 8 (23 de enero)
Al derrotar al austríaco Dominic Thiem, David Goffin se convirtió en el primer belga en alcanzar los cuartos de final de un Abierto de Australia. A su vez, la crota Mirjana Lučić-Baroni avanzó a sus primeros cuartos de final de un Grand Slam en dieciocho años, cuando llegó hasta las semifinales del Campeonato de Wimbledon 1999.
- Cabezas de serie eliminados:
  - Individual masculino:  Gaël Monfils [6],  Dominic Thiem [8],  Roberto Bautista [13]
  - Individual femenino:  Barbora Strýcová [16],  Daria Gavrílova [22],  Yekaterina Makárova [30]
  - Dobles masculino:  Łukasz Kubot /  Marcelo Melo [7],  Juan Sebastián Cabal [14] /  Robert Farah [14]
  - Dobles femenino:  Katarina Srebotnik /  Zheng Saisai [13]
- Orden de juego

| Partidos en canchas principales           | Partidos en canchas principales          | Partidos en canchas principales             | Partidos en canchas principales |
| Partidos en la Rod Laver Arena            | Partidos en la Rod Laver Arena           | Partidos en la Rod Laver Arena              | Partidos en la Rod Laver Arena  |
| Evento                                    | Ganador                                  | Perdedor                                    | Resultado                       |
| ----------------------------------------- | ---------------------------------------- | ------------------------------------------- | ------------------------------- |
| Individual femenino — Cuarta ronda        | Serena Williams [2]                      | Barbora Strýcová [16]                       | 7-5, 6-4                        |
| Individual masculino — Cuarta ronda       | David Goffin [11]                        | Dominic Thiem [8]                           | 5-7, 7-6(7-4), 6-2, 6-2         |
| Dobles mixto — Segunda ronda              | Martina Hingis [WC] Leander Paes [WC]    | Casey Dellacqua [WC] Matt Reid [WC]         | 6-2, 6-3                        |
| Individual femenino — Cuarta ronda        | Karolína Plíšková [5]                    | Daria Gavrílova [22]                        | 6-3, 6-3                        |
| Individual masculino — Cuarta ronda       | Rafael Nadal [9]                         | Gaël Monfils [6]                            | 6-3, 6-3, 4-6, 6-4              |
| Partidos en la Margaret Court Arena       |                                          |                                             |                                 |
| Evento                                    | Ganador                                  | Perdedor                                    | Resultado                       |
| Dobles masculino — Tercera ronda          | Bob Bryan [3] Mike Bryan [3]             | Brian Baker Nikola Mektić                   | 6-3, 7-6(11-13)                 |
| Individual femenino — Cuarta ronda        | Johanna Konta [9]                        | Yekaterina Makárova [30]                    | 6-1, 6-4                        |
| Individual femenino — Cuarta ronda        | Mirjana Lučić-Baroni                     | Jennifer Brady [Q]                          | 6-4, 6-2                        |
| Individual masculino — Cuarta ronda       | Grigor Dimitrov [15]                     | Denis Istomin [WC]                          | 2-6, 7-6(7-2), 6-2, 6-1         |
| Partidos en la Hisense Arena              |                                          |                                             |                                 |
| Evento                                    | Ganador                                  | Perdedor                                    | Resultado                       |
| Dobles femenino — Tercera ronda           | Ashleigh Barty [WC] Casey Dellacqua [WC] | Anna-Lena Grönefeld Květa Peschke           | 6-4, 6-4                        |
| Dobles masculino — Tercera ronda          | Henri Kontinen [4] John Peers [4]        | Juan Sebastián Cabal [14] Robert Farah [14] | 6-7(3-7), 7-6(7-5), 7-6(7-1)    |
| Dobles masculino — Tercera ronda          | Samuel Groth Chris Guccione              | Marcus Daniell Marcelo Demoliner            | 7-6(11-9), 6-3                  |
| Individual masculino — Cuarta ronda       | Miloš Raonić [3]                         | Roberto Bautista [13]                       | 7-6(8-6), 3-6, 6-4, 6-1         |
| En azul se indican los partidos nocturnos |                                          |                                             |                                 |

### Día 9 (24 de enero)
En los cuartos de final, la estadounidense Venus Williams logró su victoria número 50 en el evento individual del Abierto de Australia al derrotar a la rusa Anastasiya Pavliuchenkova. Además, se convirtió en la jugadora de mayor edad en alcanzar la semifinal de un Grand Slam desde que Martina Navratilova hizo lo propio en el Campeonato de Wimbledon 1994.
- Cabezas de serie eliminados:
  - Individual masculino:  Jo-Wilfried Tsonga [12]
  - Individual femenino:  Garbiñe Muguruza [7],  Anastasiya Pavliuchenkova [24]
  - Dobles masculino:  Ivan Dodig [9] /  Marcel Granollers [9]
  - Dobles femenino:  Yekaterina Makárova /  Yelena Vesniná [3],  Raquel Atawo /  Xu Yifan [11]
  - Dobles mixto:  Chan Yung-jan /  Łukasz Kubot [5],  Kateřina Siniaková /  Bruno Soares [6]
- Orden de juego

| Partidos en canchas principales           | Partidos en canchas principales             | Partidos en canchas principales          | Partidos en canchas principales |
| Partidos en la Rod Laver Arena            | Partidos en la Rod Laver Arena              | Partidos en la Rod Laver Arena           | Partidos en la Rod Laver Arena  |
| Evento                                    | Ganador                                     | Perdedor                                 | Resultado                       |
| ----------------------------------------- | ------------------------------------------- | ---------------------------------------- | ------------------------------- |
| Individual femenino — Cuartos de final    | Venus Williams [13]                         | Anastasiya Pavliuchenkova [24]           | 6-4, 7-6(7-3)                   |
| Individual femenino — Cuartos de final    | Coco Vandeweghe                             | Garbiñe Muguruza [7]                     | 6-4, 6-0                        |
| Individual masculino — Cuartos de final   | Stan Wawrinka [4]                           | Jo-Wilfried Tsonga [12]                  | 7-6(7-2), 6-4, 6-3              |
| Individual masculino — Cuartos de final   | Roger Federer [17]                          | Mischa Zverev                            | 6-1, 7-5, 6-2                   |
| Dobles femenino — Cuartos de final        | Caroline Garcia [1] Kristina Mladenovic [1] | Ashleigh Barty [WC] Casey Dellacqua [WC] | 1-6, 6-2, 6-1                   |
| Partidos en la Margaret Court Arena       |                                             |                                          |                                 |
| Evento                                    | Ganador                                     | Perdedor                                 | Resultado                       |
| Leyendas — Dobles masculino               | Michael Chang Todd Martin                   | John McEnroe Patrick McEnroe             | 1-4, 4-3(5-2), 4-3(5-4)         |
| Dobles masculino — Cuartos de final       | Bob Bryan [3] Mike Bryan [3]                | Ivan Dodig [9] Marcel Granollers [9]     | 7-6(7-5), 5-7, 6-4              |
| Leyendas — Dobles masculino               | Todd Woodbridge Mansour Bahrami             | Jacco Eltingh Paul Haarhuis              | 4-2, 1-4, 4-3(5-4)              |
| Dobles mixto — Segunda ronda              | Samantha Stosur [WC] Samuel Groth [WC]      | Darija Jurak Jean-Julien Rojer           | 7-6(8-6), 7-5                   |
| Dobles masculino — Cuartos de final       | Pablo Carreño Guillermo García López        | Alex Bolt [WC] Bradley Mousley [WC]      | 7-6(7-4), 4-6, 6-3              |
| En azul se indican los partidos nocturnos |                                             |                                          |                                 |

### Día 10 (25 de enero)
En su victoria número 50 en el individual del Abierto de Australia, el español Rafael Nadal venció al canadiense Miloš Raonić en los cuartos de final.
- Cabezas de serie eliminados:
  - Individual masculino:  Miloš Raonić [3],   David Goffin [11]
  - Individual femenino:  Karolína Plíšková [5],  Johanna Konta [9]
  - Dobles masculino:  Pierre-Hugues Herbert [1] /  Nicolas Mahut [1]
  - Dobles femenino:  Caroline Garcia /  Kristina Mladenovic [1]
- Orden de juego

| Partidos en canchas principales           | Partidos en canchas principales           | Partidos en canchas principales             | Partidos en canchas principales |
| Partidos en la Rod Laver Arena            | Partidos en la Rod Laver Arena            | Partidos en la Rod Laver Arena              | Partidos en la Rod Laver Arena  |
| Evento                                    | Ganador                                   | Perdedor                                    | Resultado                       |
| ----------------------------------------- | ----------------------------------------- | ------------------------------------------- | ------------------------------- |
| Individual femenino — Cuartos de final    | Mirjana Lučić-Baroni                      | Karolína Plíšková [5]                       | 6-4, 3-6, 6-4                   |
| Individual femenino — Cuartos de final    | Serena Williams [2]                       | Johanna Konta [9]                           | 6-2, 6-3                        |
| Individual masculino — Cuartos de final   | Grigor Dimitrov [15]                      | David Goffin [11]                           | 6-3, 6-2, 6-4                   |
| Individual masculino — Cuartos de final   | Rafael Nadal [9]                          | Miloš Raonić [3]                            | 6-4, 7-6(9-7), 6-4              |
| Dobles masculino — Cuartos de final       | Henri Kontinen [4] John Peers [4]         | Samuel Groth Chris Guccione                 | 7-5, 6-3                        |
| Partidos en la Margaret Court Arena       |                                           |                                             |                                 |
| Evento                                    | Ganador                                   | Perdedor                                    | Resultado                       |
| Leyendas — Dobles masculino               | Jonas Björkman Thomas Johansson           | Wayne Arthurs Richard Fromberg              | 4-2, 1-4, 4-3(5-3)              |
| Dobles mixto — Cuartos de final           | Abigail Spears Juan Sebastián Cabal       | Michaella Krajicek Raven Klaasen            | 6-4, 6-3                        |
| Dobles masculino — Cuartos de final       | Marc Polmans [WC] Andrew Whittington [WC] | Pierre-Hugues Herbert [1] Nicolas Mahut [1] | 7-6(7-2), 2-6, 6-4              |
| Dobles femenino — Cuartos de final        | Andrea Hlaváčková Peng Shuai [12]         | Caroline Garcia Kristina Mladenovic [1]     | 7-6(7-4), 6-2                   |
| En azul se indican los partidos nocturnos |                                           |                                             |                                 |

### Día 11 (26 de enero)
La estadounidense Venus Williams derrotó a su compatriota Coco Vandeweghe y alcanzó su segunda final en un Abierto de Australia. Al igual que en la ocasión anterior, en el Abierto de 2003, en la final jugó contra su hermana Serena. Venus, de 36 años, se convirtió en la finalista de mayor edad del Abierto de Australia en la Era Abierta. También fue su primera final individual de un Grand Slam desde que perdió ante su hermana en el Campeonato de Wimbledon de 2009. Por otra parte, esa fue la novena final de un torneo de Grand Slam en la que se enfrentaron las hermanas Williams. En el individual masculino, Roger Federer venció al también suizo Stan Wawrinka en un partido a cinco sets y avanzó a su sexta final en el Abierto de Australia, la primera desde la edición de 2010.
- Cabezas de serie eliminados:
  - Individual masculino:  Stan Wawrinka [4]
  - Dobles mixto:  Bethanie Mattek-Sands [1] /  Mike Bryan [1]
- Orden de juego

| Partidos en canchas principales           | Partidos en canchas principales        | Partidos en canchas principales           | Partidos en canchas principales |
| Partidos en la Rod Laver Arena            | Partidos en la Rod Laver Arena         | Partidos en la Rod Laver Arena            | Partidos en la Rod Laver Arena  |
| Evento                                    | Ganador                                | Perdedor                                  | Resultado                       |
| ----------------------------------------- | -------------------------------------- | ----------------------------------------- | ------------------------------- |
| Dobles masculino — Semifinal              | Bob Bryan [3] Mike Bryan [3]           | Pablo Carreño Guillermo García López      | 7-6(7-1), 6-3                   |
| Individual femenino — Semifinal           | Venus Williams [13]                    | Coco Vandeweghe                           | 6-7(3-7), 6-2, 6-3              |
| Individual femenino — Semifinal           | Serena Williams [2]                    | Mirjana Lučić-Baroni                      | 6-2, 6-1                        |
| Ceremonia por el Día de Australia         |                                        |                                           |                                 |
| Individual masculino — Semifinal          | Roger Federer [17]                     | Stan Wawrinka [4]                         | 7-5, 6-3, 1-6, 4-6, 6-3         |
| Leyendas — Dobles masculino               | John McEnroe Patrick McEnroe           | Pat Cash Goran Ivanišević                 | 2-4, 4-3(5-2), 4-2              |
| Partidos en la Margaret Court Arena       |                                        |                                           |                                 |
| Evento                                    | Ganador                                | Perdedor                                  | Resultado                       |
| Leyendas — Dobles masculino               | Wayne Arthurs Richard Fromberg         | Wayne Ferreira Henri Leconte              | 4-3(5-2), 1-4, 4-2              |
| Leyendas — Dobles masculino               | Mansour Bahrami Fabrice Santoro        | Thomas Johansson Todd Woodbridge          | 4-2, 4-3(5-4)                   |
| Dobles masculino — Semifinal              | Henri Kontinen [4] John Peers [4]      | Marc Polmans [WC] Andrew Whittington [WC] | 6-4, 6-4                        |
| Dobles mixto — Cuartos de final           | Elina Svitolina Chris Guccione         | Bethanie Mattek-Sands [1] Mike Bryan [1]  | Retiro                          |
| Dobles mixto — Cuartos de final           | Samantha Stosur [WC] Samuel Groth [WC] | Martina Hingis [WC] Leander Paes [WC]     | 6-3, 6-2                        |
| En azul se indican los partidos nocturnos |                                        |                                           |                                 |

### Día 12 (27 de enero)
Con victoria en un partido de cuatro horas y 56 minutos, cinco sets y dos desempates, el español Rafael Nadal impidió que el búlgaro Grigor Dimitrov alcanzara su primera final de Grand Slam. Por su parte, Nadal avanzó a su primera final de un Abierto de Australia desde que en 2014 perdió ante el suizo Stan Wawrinka. Poco después, ese mismo año, el español ganó la final de Roland Garros, su última de un torneo mayor. En la final se enfrentó con el suizo Roger Federer, la novena final Federer-Nadal en un Grand Slam. La última, en el torneo de 2009 que finalizó con victoria del español, le dio a Nadal único título en Melbourne y le ayudó a alcanzar la ventaja 23-11 en sus partidos con el suizo y aventajarlo 6-2 en sus encuentros en finales de Grand Slam. En la final de dobles femenino, la estadounidense Bethanie Mattek-Sands y la checa Lucie Šafářová vencieron a la checa Andrea Hlaváčková y a la china Peng Shuai en tres sets. Con esta victoria, el dúo extendió a doce su récord de invictos en Melbourne y ganó su quinto título de Grand Slam. Previamente, en el torneo de 2015, ganaron su primer Abierto de Australia. No obstante, en 2016 no lo pudieron defender debido a la baja por enfermedad de Šafářová.
- Cabezas de serie eliminados:
  - Individual masculino:  Grigor Dimitrov [15]
  - Dobles femenino:  Andrea Hlaváčková /  Peng Shuai [12]
- Orden de juego

| Partidos en canchas principales           | Partidos en canchas principales              | Partidos en canchas principales        | Partidos en canchas principales   |
| Partidos en la Rod Laver Arena            | Partidos en la Rod Laver Arena               | Partidos en la Rod Laver Arena         | Partidos en la Rod Laver Arena    |
| Evento                                    | Ganador                                      | Perdedor                               | Resultado                         |
| ----------------------------------------- | -------------------------------------------- | -------------------------------------- | --------------------------------- |
| Dobles mixto — Semifinal                  | Sania Mirza [2] Ivan Dodig [2]               | Samantha Stosur Samuel Groth           | 6-4, 2-6, [10-5]                  |
| Dobles femenino — Final                   | Bethanie Mattek-Sands [2] Lucie Šafářová [2] | Andrea Hlaváčková [12] Peng Shuai [12] | 6-7(4-7), 6-3, 6-3                |
| Individual masculino — Semifinal          | Rafael Nadal [9]                             | Grigor Dimitrov [15]                   | 6-3, 5-7, 7-6(7-5), 6-7(4-7), 6-4 |
| Partidos en la Margaret Court Arena       |                                              |                                        |                                   |
| Evento                                    | Ganador                                      | Perdedor                               | Resultado                         |
| Dobles mixto — Semifinal                  | Abigail Spears Juan Sebastián Cabal          | Elina Svitolina Chris Guccione         | 7-6(7-1), 6-2                     |
| Leyendas — Dobles masculino               | Wayne Arthurs Richard Fromberg               | Michael Chang Todd Martin              | 4-1, 1-4, 4-3(5-4)                |
| En azul se indican los partidos nocturnos |                                              |                                        |                                   |

### Día 13 (28 de enero)
- Cabezas de serie eliminados:
  - Individual femenino:  Venus Williams [13]
  - Dobles masculino:  Bob Bryan /  Mike Bryan [3]
- Orden de juego

| Partidos en canchas principales           | Partidos en canchas principales | Partidos en canchas principales | Partidos en canchas principales |
| Partidos en la Rod Laver Arena            | Partidos en la Rod Laver Arena  | Partidos en la Rod Laver Arena  | Partidos en la Rod Laver Arena  |
| Evento                                    | Ganador                         | Perdedor                        | Resultado                       |
| ----------------------------------------- | ------------------------------- | ------------------------------- | ------------------------------- |
| Individual femenino — Final               | Serena Williams [2]             | Venus Williams [13]             | 6-4, 6-4                        |
| Dobles masculino — Final                  | Henri Kontinen John Peers [4]   | Bob Bryan Mike Bryan [3]        | 7-5, 7-5                        |
| En azul se indican los partidos nocturnos |                                 |                                 |                                 |

### Día 14 (29 de enero)
- Cabezas de serie eliminados:
  - Individual masculino:  Rafael Nadal [9]
  - Dobles mixto:  Sania Mirza /  Ivan Dodig [2]
- Orden de juego

| Partidos en canchas principales           | Partidos en canchas principales     | Partidos en canchas principales | Partidos en canchas principales |
| Partidos en la Rod Laver Arena            | Partidos en la Rod Laver Arena      | Partidos en la Rod Laver Arena  | Partidos en la Rod Laver Arena  |
| Evento                                    | Ganador                             | Perdedor                        | Resultado                       |
| ----------------------------------------- | ----------------------------------- | ------------------------------- | ------------------------------- |
| Dobles mixto — Final                      | Abigail Spears Juan Sebastián Cabal | Sania Mirza [2] Ivan Dodig [2]  | 6-2, 6-4                        |
| Individual masculino — Final              | Roger Federer [17]                  | Rafael Nadal [9]                | 6-4, 3-6, 6-1, 3-6, 6-3         |
| En azul se indican los partidos nocturnos |                                     |                                 |                                 |

## Cabezas de serie
Las siguientes son las listas de las cabezas de serie —conformadas con base en las clasificaciones de la ATP y la WTA al 9 de enero de 2017— y los jugadores retirados del torneo. La clasificación y los puntos a defender fueron los establecidos al 16 de enero de 2017.

### Individual masculino
| Sem | Clasif | Jugador               | Puntos | Puntos por defender | Puntos ganados | Nuevos puntos | Ronda hasta la que avanzó                          |
| --- | ------ | --------------------- | ------ | ------------------- | -------------- | ------------- | -------------------------------------------------- |
| 1   | 1      | Andy Murray           | 12 560 | 1200                | 180            | 11 540        | Cuarta ronda, perdió ante Mischa Zverev            |
| 2   | 2      | Novak Đoković         | 11 780 | 2000                | 45             | 9825          | Segunda ronda, perdió ante Denis Istomin [WC]      |
| 3   | 3      | Miloš Raonić          | 5290   | 720                 | 360            | 4930          | Cuartos de final, perdió ante Rafael Nadal [9]     |
| 4   | 4      | Stan Wawrinka         | 5155   | 180                 | 720            | 5695          | Semifinales, perdió ante Roger Federer [17]        |
| 5   | 5      | Kei Nishikori         | 5010   | 360                 | 180            | 4830          | Cuarta ronda, perdió ante Roger Federer [17]       |
| 6   | 6      | Gaël Monfils          | 3625   | 360                 | 180            | 3445          | Cuarta ronda, perdió ante Rafael Nadal [9]         |
| 7   | 7      | Marin Čilić           | 3605   | 90                  | 45             | 3560          | Segunda ronda, perdió ante Daniel Evans            |
| 8   | 8      | Dominic Thiem         | 3415   | 90                  | 180            | 3505          | Cuarta ronda, perdió ante David Goffin [11]        |
| 9   | 9      | Rafael Nadal          | 3195   | 10                  | 1200           | 4385          | Final, perdió ante Roger Federer [17]              |
| 10  | 10     | Tomáš Berdych         | 3060   | 360                 | 90             | 2790          | Tercera ronda, perdió ante Roger Federer [17]      |
| 11  | 11     | David Goffin          | 2750   | 180                 | 360            | 2930          | Cuartos de final, perdió ante Grigor Dimitrov [15] |
| 12  | 12     | Jo-Wilfried Tsonga    | 2505   | 180                 | 360            | 2685          | Cuartos de final, perdió ante Stan Wawrinka [4]    |
| 13  | 14     | Roberto Bautista      | 2350   | 180                 | 180            | 2350          | Cuarta ronda, perdió ante Miloš Raonić [3]         |
| 14  | 13     | Nick Kyrgios          | 2460   | 90                  | 45             | 2415          | Segunda ronda, perdió ante Andreas Seppi           |
| 15  | 15     | Grigor Dimitrov       | 2135   | 90                  | 720            | 2765          | Semifinales, perdió ante Rafael Nadal [9]          |
| 16  | 16     | Lucas Pouille         | 2131   | 10                  | 10             | 2131          | Primera ronda, perdió ante Alexander Bublik [Q]    |
| 17  | 17     | Roger Federer         | 1980   | 720                 | 2000           | 3260          | Campeón, venció a Rafael Nadal [9]                 |
| 18  | 18     | Richard Gasquet       | 1885   | 0                   | 90             | 1975          | Tercera ronda, perdió ante Grigor Dimitrov [15]    |
| 19  | 19     | John Isner            | 1850   | 180                 | 45             | 1715          | Segunda ronda, perdió ante Mischa Zverev           |
| 20  | 21     | Ivo Karlović          | 1795   | 10                  | 90             | 1875          | Tercera ronda, perdió ante David Goffin [11]       |
| 21  | 23     | David Ferrer          | 1740   | 360                 | 90             | 1470          | Tercera ronda, perdió ante Roberto Bautista [13]   |
| 22  | 22     | Pablo Cuevas          | 1780   | 45                  | 10             | 1745          | Primera ronda, perdió ante Diego Schwartzman       |
| 23  | 20     | Jack Sock             | 1810   | 45                  | 90             | 1855          | Tercera ronda, perdió ante Jo-Wilfried Tsonga [12] |
| 24  | 24     | Alexander Zverev      | 1655   | 10                  | 90             | 1735          | Tercera ronda, perdió ante Rafael Nadal [9]        |
| 25  | 25     | Gilles Simon          | 1585   | 180                 | 90             | 1495          | Tercera ronda, perdió ante Miloš Raonić [3]        |
| 26  | 26     | Albert Ramos          | 1435   | 45                  | 10             | 1400          | Primera ronda, perdió ante Lukáš Lacko [Q]         |
| 27  | 27     | Bernard Tomic         | 1420   | 180                 | 90             | 1330          | Tercera ronda, perdió ante Daniel Evans            |
| 28  | 29     | Feliciano López       | 1410   | 90                  | 10             | 1330          | Primera ronda, perdió ante Fabio Fognini           |
| 29  | 35     | Viktor Troicki        | 1225   | 90                  | 90             | 1225          | Tercera ronda, perdió ante Stan Wawrinka [4]       |
| 30  | 31     | Pablo Carreño         | 1370   | 10                  | 90             | 1450          | Tercera ronda, perdió ante Denis Istomin [WC]      |
| 31  | 32     | Sam Querrey           | 1355   | 10                  | 90             | 1435          | Tercera ronda, perdió ante Andy Murray [1]         |
| 32  | 33     | Philipp Kohlschreiber | 1325   | 10                  | 90             | 1405          | Tercera ronda, perdió ante Gaël Monfils [6]        |

### Individual femenino
| Sem | Clasif | Jugadora                  | Puntos | Puntos por defender | Puntos ganados | Puntos nuevos | Ronda hasta la que avanzó                                 |
| --- | ------ | ------------------------- | ------ | ------------------- | -------------- | ------------- | --------------------------------------------------------- |
| 1   | 1      | Angelique Kerber          | 8875   | 2000                | 240            | 7115          | Cuarta ronda, perdió ante Coco Vandeweghe                 |
| 2   | 2      | Serena Williams           | 7080   | 1300                | 2000           | 7780          | Campeona, venció a Venus Williams [13]                    |
| 3   | 3      | Agnieszka Radwańska       | 5625   | 780                 | 70             | 4915          | Segunda ronda, perdió ante Mirjana Lučić-Baroni           |
| 4   | 4      | Simona Halep              | 5073   | 10                  | 10             | 5073          | Primera ronda, perdió ante Shelby Rogers                  |
| 5   | 5      | Karolína Plíšková         | 4970   | 130                 | 430            | 5270          | Cuartos de final, perdió ante Mirjana Lučić-Baroni        |
| 6   | 6      | Dominika Cibulková        | 4865   | 10                  | 130            | 4985          | Tercera ronda, perdió ante Yekaterina Makárova [30]       |
| 7   | 7      | Garbiñe Muguruza          | 4420   | 130                 | 430            | 4720          | Cuartos de final, perdió ante Coco Vandeweghe             |
| 8   | 10     | Svetlana Kuznetsova       | 3745   | 70                  | 240            | 3915          | Cuarta ronda, perdió ante Anastasiya Pavliuchenkova [24]  |
| 9   | 9      | Johanna Konta             | 4055   | 780                 | 430            | 3705          | Cuartos de final, perdió ante Serena Williams [2]         |
| 10  | 12     | Carla Suárez              | 2985   | 430                 | 70             | 2625          | Segunda ronda, perdió ante Sorana Cîrstea                 |
| 11  | 13     | Elina Svitolina           | 2895   | 70                  | 130            | 2955          | Tercera ronda, perdió ante Anastasiya Pavliuchenkova [24] |
| 12  | 15     | Timea Bacsinszky          | 2347   | 70                  | 130            | 2407          | Tercera ronda, perdió ante Daria Gavrílova [22]           |
| 13  | 17     | Venus Williams            | 2240   | 10                  | 1300           | 3530          | Final, perdió ante Serena Williams [2]                    |
| 14  | 18     | Yelena Vesniná            | 2229   | 2                   | 130            | 2357          | Tercera ronda, perdió ante Jennifer Brady [Q]             |
| 15  | 19     | Roberta Vinci             | 2210   | 130                 | 10             | 2090          | Primera ronda, perdió ante Coco Vandeweghe                |
| 16  | 16     | Barbora Strýcová          | 2295   | 240                 | 240            | 2295          | Cuarta ronda, perdió ante Serena Williams [2]             |
| 17  | 20     | Caroline Wozniacki        | 2175   | 10                  | 130            | 2295          | Tercera ronda, perdió ante Johanna Konta [9]              |
| 18  | 21     | Samantha Stosur           | 2016   | 10                  | 10             | 2016          | Primera ronda, perdió ante Heather Watson                 |
| 19  | 22     | Kiki Bertens              | 1956   | 10                  | 10             | 1956          | Primera ronda, perdió ante Varvara Lepchenko              |
| 20  | 23     | Zhang Shuai               | 1885   | 470                 | 70             | 1485          | Segunda ronda, perdió ante Alison Riske                   |
| 21  | 24     | Caroline Garcia           | 1710   | 10                  | 130            | 1830          | Tercera ronda, perdió ante Barbora Strýcová [16]          |
| 22  | 26     | Daria Gavrílova           | 1720   | 240                 | 240            | 1720          | Cuarta ronda, perdió ante Karolína Plíšková [5]           |
| 23  | 25     | Daria Kasátkina           | 1700   | 130                 | 10             | 1580          | Primera ronda, perdió ante Peng Shuai                     |
| 24  | 27     | Anastasiya Pavliuchenkova | 1620   | 10                  | 430            | 2040          | Cuartos de final, perdió ante Venus Williams [13]         |
| 25  | 28     | Tímea Babos               | 1545   | 70                  | 10             | 1485          | Primera ronda, perdió ante Nicole Gibbs                   |
| 26  | 30     | Laura Siegemund           | 1502   | 130                 | 10             | 1382          | Primera ronda, perdió ante Jelena Janković                |
| 27  | 29     | Irina-Camelia Begu        | 1502   | 10                  | 70             | 1562          | Segunda ronda, perdió ante Kristýna Plíšková              |
| 28  | 43     | Alizé Cornet              | 1242   | 70                  | 70             | 1242          | Segunda ronda, perdió ante Maria Sakkari                  |
| 29  | 46     | Mónica Puig               | 1215   | 130                 | 70             | 1155          | Segunda ronda, perdió ante Mona Barthel [Q]               |
| 30  | 34     | Yekaterina Makárova       | 1377   | 240                 | 240            | 1377          | Cuarta ronda, perdió ante Johanna Konta [9]               |
| 31  | 31     | Yulia Putintseva          | 1450   | 130                 | 70             | 1390          | Segunda ronda, perdió ante Jeļena Ostapenko               |
| 32  | 33     | Anastasija Sevastova      | 1425   | 110                 | 130            | 1445          | Tercera ronda, perdió ante Garbiñe Muguruza [7]           |

#### Bajas femeninas notables
| Clasificación | Jugadora          | Puntos | Puntos por defender | Puntos ganados | Puntos nuevos | Motivo                    |
| ------------- | ----------------- | ------ | ------------------- | -------------- | ------------- | ------------------------- |
| 8             | Madison Keys      | 4137   | 240                 | 0              | 3897          | Lesión en la muñeca       |
| 11            | Petra Kvitová     | 3485   | 70                  | 0              | 3415          | Lesión fuera de la cancha |
| 13            | Victoria Azarenka | 2591   | 430                 | 0              | 2161          | Embarazo                  |

## Dobles
| Pareja                | Pareja                 | Clasif | Sem |
| --------------------- | ---------------------- | ------ | --- |
| Pierre-Hugues Herbert | Nicolas Mahut          | 3      | 1   |
| Jamie Murray          | Bruno Soares           | 7      | 2   |
| Bob Bryan             | Mike Bryan             | 10     | 3   |
| Henri Kontinen        | John Peers             | 16     | 4   |
| Feliciano López       | Marc López             | 23     | 5   |
| Raven Klaasen         | Rajeev Ram             | 23     | 6   |
| Łukasz Kubot          | Marcelo Melo           | 31     | 7   |
| Daniel Nestor         | Édouard Roger-Vasselin | 32     | 8   |
| Ivan Dodig            | Marcel Granollers      | 34     | 9   |
| Treat Conrad Huey     | Maksim Mirni           | 43     | 10  |
| Jean-Julien Rojer     | Horia Tecău            | 46     | 11  |
| Vasek Pospisil        | Radek Štěpánek         | 54     | 12  |
| Mate Pavić            | Alexander Peya         | 55     | 13  |
| Juan Sebastián Cabal  | Robert Farah           | 60     | 14  |
| Rohan Bopanna         | Pablo Cuevas           | 61     | 15  |
| Dominic Inglot        | Florin Mergea          | 68     | 16  |

| Pareja                | Pareja              | Clasif | Sem |
| --------------------- | ------------------- | ------ | --- |
| Caroline Garcia       | Kristina Mladenovic | 6      | 1   |
| Bethanie Mattek-Sands | Lucie Šafářová      | 9      | 2   |
| Yekaterina Makárova   | Yelena Vesniná      | 13     | 3   |
| Sania Mirza           | Barbora Strýcová    | 19     | 4   |
| Martina Hingis        | Coco Vandeweghe     | 23     | 5   |
| Chan Hao-ching        | Chan Yung-jan       | 24     | 6   |
| Julia Görges          | Karolína Plíšková   | 27     | 7   |
| Vania King            | Yaroslava Shvédova  | 39     | 8   |
| Monica Niculescu      | Abigail Spears      | 39     | 9   |
| Lucie Hradecká        | Kateřina Siniaková  | 43     | 10  |
| Raquel Atawo          | Xu Yifan            | 43     | 11  |
| Andrea Hlaváčková     | Peng Shuai          | 50     | 12  |
| Katarina Srebotnik    | Zheng Saisai        | 50     | 13  |
| Kiki Bertens          | Johanna Larsson     | 52     | 14  |
| Serena Williams       | Venus Williams      | 60     | 15  |
| Darija Jurak          | Anastasia Rodiónova | 72     | 16  |

Mixto
| Pareja                | Pareja                 | Clasif | Sem |
| --------------------- | ---------------------- | ------ | --- |
| Bethanie Mattek-Sands | Mike Bryan             | 6      | 1   |
| Sania Mirza           | Ivan Dodig             | 16     | 2   |
| Andrea Hlaváčková     | Édouard Roger-Vasselin | 26     | 3   |
| Chan Hao-ching        | Maksim Mirni           | 33     | 4   |
| Chan Yung-jan         | Łukasz Kubot           | 35     | 5   |
| Kateřina Siniaková    | Bruno Soares           | 36     | 6   |
| Lucie Hradecká        | Radek Štěpánek         | 46     | 7   |
| Barbora Krejčíková    | Rajeev Ram             | 49     | 8   |

## Campeones defensores
| Evento                      | Campeones de 2016                 | Campeones de 2017                    |
| --------------------------- | --------------------------------- | ------------------------------------ |
| Individual masculino        | Novak Dokovic                     | Roger Federer                        |
| Individual femenino         | Angelique Kerber                  | Serena Williams                      |
| Dobles masculino            | Jamie Murray Bruno Soares         | Henri Kontinen John Peers            |
| Dobles femenino             | Martina Hingis Sania Mirza        | Bethanie Mattek-Sands Lucie Šafářová |
| Dobles mixto                | Yelena Vesnina Bruno Soares       | Abigail Spears Juan Sebastián Cabal  |
| Individual júnior masculino | Oliver Anderson                   | Zsombor Piros                        |
| Individual júnior femenino  | Vera Lapko                        | Marta Kostyuk                        |
| Dobles júnior masculino     | Álex de Miñaur Blake Ellis        | Zhao Lingxi Hsu Yu-hsiou             |
| Dobles júnior femenino      | Anna Kalinskaya Tereza Mihalíková | Bianca Andreescu Carson Branstine    |

## Invitados
| - Álex de Miñaur - Samuel Groth - Quentin Halys - Denis Istomin - Omar Jasika - Michael Mmoh - Christopher O'Connell - Andrew Whittington | - Destanee Aiava - Ashleigh Barty - Lizette Cabrera - Kayla Day - Jaimee Fourlis - Myrtille Georges - Luksika Kumkhum - Arina Rodiónova |

| - Hsieh Cheng-peng / Tsung-Hua Yang - Matthew Barton / Matthew Ebden - Alex Bolt / Bradley Mousley - Álex de Miñaur / Max Purcell - Marc Polmans / Andrew Whittington - Matt Reid / John-Patrick Smith - Luke Saville / Jordan Thompson | - Destanee Aiava / Alicia Smith - Ashleigh Barty / Casey Dellacqua - Chan Chin-wei / Junri Namigata - Jessica Moore / Storm Sanders - Alison Bai / Lizette Cabrera - Kimberly Birrell / Priscilla Hon - Ellen Perez / Olivia Tjandramulia |

### Dobles mixto
- Destanee Aiava /  Marc Polmans
- Casey Dellacqua /  Matt Reid
- Daria Gavrílova /  Luke Saville
- Martina Hingis /  Leander Paes
- Pauline Parmentier /  Nicolas Mahut
- Sally Peers /  John Peers
- Arina Rodiónova /  John-Patrick Smith
- Samantha Stosur /  Samuel Groth

## Clasificados
La competición clasificatoria se realizó en el Melbourne Park del 11 al 14 de enero de 2017. Los clasificados fueron:
| 1. Radek Štěpánek 2. Frances Tiafoe 3. Go Soeda 4. Andréi Rubliov 5. Alexander Bublik 6. Bjorn Fratangelo 7. Ernesto Escobedo 8. Ivan Dodig 9. Thomas Fabbiano 10. Lukáš Lacko 11. Noah Rubin 12. Luca Vanni 13. Jürgen Melzer 14. Blake Mott 15. Alex Bolt 16. Reilly Opelka Perdedor afortunado 1. Peter Polansky | 1. Stefanie Vögele 2. Anna Blinkova 3. Natalia Vijliantseva 4. Jennifer Brady 5. Aliaksandra Sasnovich 6. Julia Boserup 7. Rebecca Šramková 8. Mona Barthel 9. Eri Hozumi 10. Yelizaveta Kulichkova 11. Ana Bogdan 12. Zhu Lin Perdedor afortunado 1. Maryna Zanevska |

## Campeones

### Sénior

#### Individual masculino
El dos veces campeón defensor, el serbio Novak Đoković, perdió en la segunda ronda frente al uzbeko Denis Istomin. Esta fue la primera ocasión desde Wimbledon 2008 en la que el serbio no logró avanzar de la segunda ronda de un Grand Slam y la primera desde el Abierto de 2006 en la que no alcanzó la tercera ronda en Melbourne. A Đoković le siguió el británico Andy Murray, número uno de la clasificación mundial y primer cabeza de serie, al caer ante el alemán Mischa Zverev en la cuarta ronda. Por lo anterior, fue la primera vez desde Roland Garros 2004 en la que los primeros dos cabeza de series masculinos no pasaron de la cuarta ronda en un torneo mayor.
El suizo Roger Federer y el español Rafael Nadal, finalistas del Abierto luego de derrotar en las semifinales al suizo Stan Wawrinka y al búlgaro Grigor Dimitrov, respectivamente, enfrentaron lesiones durante la temporada previa. Federer regresó a las competiciones luego de seis meses de baja por una lesión en la rodilla —al respecto declaró: «Jugabamos algo de minitenis con algunos tenistas júnior y pensábamos: 'Esto es lo más que podemos hacer por ahora'»—. Para el español esta fue su primera final desde Roland Garros 2014, cuando venció a Đoković y logró su último título de Grand Slam. Por su parte, previamente el suizo fue finalista en el Abierto de Estados Unidos 2015 y su último título de un torneo mayor fue en Wimbledon 2012. El último encuentro entre ambos en Melbourne, las semifinales del torneo de 2014, finalizó con victoria de Nadal. Con respecto a sus enfrentamientos, Nadal mantuvo una ventaja de 23-11 frente a Federer y de 6-2 en sus encuentros en finales de Grand Slam.
Este fue también el primer Grand Slam desde el Abierto de Estados Unidos 2002 en el que Federer estuvo fuera de los primeros diez de la clasificación. Además, se convirtió en el jugador de mayor edad en alcanzar una final de un torneo mayor desde que el australiano Ken Rosewall jugó la final del Abierto de Estados Unidos 1974 a los 39 años. Finalmente, en su encuentro número 100 en Melbourne —el primero en alcanzar esa cifra—, Federer se impuso en cinco sets ante Nadal y alcanzó su 18.º Grand Slam, el quinto título del Abierto de Australia. Con 35 años se convirtió en el tenista más veterano en ganar un torneo mayor desde que Rosewall hizo lo propio en el Abierto de Australia 1972 con 37 años.
El título de Australia se sumó a sus diecisiete previos, Wimbledon 2012 el último, manteniendo su récord como el tenista con más títulos mayores de la historia. Además se convirtió en el primero en ganar en al menos cinco ocasiones tres de los torneos de Grand Slam. Su victoria frente a Nadal fue la primera en finales de un torneo mayor desde Wimbledon 2007 y le permitió incrementar a 12-23 su balance de encuentros frente al español. Posteriormente, el suizo declaró: «el tenis es un deporte difícil, no hay empates. Pero de haberlos, estaría feliz de aceptar esta noche uno con Rafa, en serio». Nadal, por su parte, afirmó que «Hoy fue un gran partido. Roger se lo merece un poco más que yo. [...] Siento que regresé a un nivel muy alto, así que continuaré peleando el resto de la temporada». Con los nuevos puntajes, Federer pasó a la décima posición de la clasificación mundial y Nadal a la sexta.
 Roger Federer venció a  Rafael Nadal por 6-4, 3-6, 6-1, 3-6, 6-3.

#### Individual femenino
La alemana Angelique Kerber, campeona defensora del individual femenino, perdió en la cuarta ronda frente a la estadounidense Coco Vandeweghe. Ante la caída de Andy Murray en el individual masculino, esta fue la primera ocasión en la Era Abierta en la que ambos primeros cabeza de series de los eventos individuales no lograron llegar a los cuartos de final. En las semifinales, las hermanas Serena y Venus Williams se enfrentaron a la croata Mirjana Lučić-Baroni —esta fue la segunda semifinal de Grand Slam en la carrera de Lučić-Baroni. En la anterior, la semifinal de Wimbledon 1999, cayó ante la alemana Steffi Graf— y a Vandeweghe, respectivamente. Con su avance a la final, las hermanas Williams se enfrentaron en su final número doce y la novena entre torneos mayores.
Serena aventajaba a Venus 6-2 en finales de Grand Slam y buscaba su séptimo título en Melbourne, mientras que su hermana alcanzaba su primera final en Australia desde 2003 y peleaba por su primer título. Al respecto, Serena declaró: «Venus es mi rival más dura, nadie me ha ganado tantas veces como ella y por tratarse de mi hermana, siento que cualquiera que gane, ganaremos las dos». En su decimoséptimo triunfo de un total de 28 encuentros, Serena venció a Venus en 82 minutos y en dos sets (6-4, 6-4). Con su 23.º título de Grand Slam, Serena sobrepasó a Steffi Graf (22) y se convirtió en la máxima ganadora de torneos mayores en la Era Abierta. No obstante, la australiana Margaret Court mantuvo el mayor número de título totales: 24 Grand Slams que sumó en las eras abierta y amateur.
Serena también se distinguió como la tenista de mayor edad en ganar un Grand Slam y, al recuperar la primera posición de la clasificación mundial de la WTA, la de más veteranía en ocupar ese puesto. Sobre su derrota, Venus aseguró «Supongo que he estado aquí antes. Realmente disfruto ver el apellido 'Williams' en el trofeo. Es algo hermoso».
 Serena Williams venció a  Venus Williams por 6-4, 6-4.

#### Dobles masculino
Henri Kontinen /  John Peers vencieron a  Bob Bryan /  Mike Bryan por 7-5, 7-5.

#### Dobles femenino
Bethanie Mattek-Sands /  Lucie Šafářová vencieron a  Andrea Hlaváčková /  Shuai Peng por 6-7(4), 6-3, 6-3.

#### Dobles mixto
Abigail Spears /  Juan Sebastián Cabal vencieron a  Sania Mirza /  Ivan Dodig por 6-2, 6-4.

### Júnior

#### Individual masculino
Zsombor Piros venció a  Yishai Oliel por 4-6, 6-4, 6-3.

#### Individual femenino
Marta Kostyuk venció a  Rebeka Masarova por 7-5, 1-6, 6-4.

#### Dobles masculino
Zhao Lingxi /  Hsu Yu-hsiou vencieron a  Finn Reynolds /  Duarte Vale por 6-7(8), 6-4, [10-5].

#### Dobles femenino
Bianca Andreescu /  Carson Branstine  vencieron a  Maja Chwalińska /  Iga Świątek por 6-1, 7-6(4).

### Silla de ruedas

#### Individual masculino
Gustavo Fernández venció a  Nicolas Peifer por 3-6, 6-2, 6-0.

#### Individual femenino
Yui Kamiji venció a  Jiske Griffioen por 6-7(2), 6-3, 6-3.

#### Quad individual
Dylan Alcott venció a  Andrew Lapthorne por 6-2, 6-2.

#### Dobles masculino
Joachim Gérard /  Gordon Reid vencieron a  Gustavo Fernández /  Alfie Hewett por 6-3, 3-6, [10-3].

#### Dobles femenino
Jiske Griffioen /  Aniek Van Koot vencieron a  Diede De Groot /  Yui Kamiji por 6-3, 6-2.

#### Quad dobles
Andrew Lapthorne /  David Wagner vencieron a  Dylan Alcott /  Heath Davidson por 6-3, 6-3.